# Iareonycha ipepuna
Iareonycha ipepuna är en skalbaggsart som beskrevs av Martins och Maria Helena M. Galileo 1997. Iareonycha ipepuna ingår i släktet Iareonycha och familjen långhorningar. Inga underarter finns listade i Catalogue of Life.